# Dieskant
Dieskant  é um hamlet no município neerlandês de 's-Hertogenbosch, na província de Brabante do Norte que até 1971 pertenceu ao ex-município de Empel en Meerwijk.
Dieskant está localizado na margem direita do rio Dieze, em Henriëttewaard. Ao sul do hamlet, existia antigamente o Forte Dieze, que tinha a função de vigiar a ponte sobre o rio Dieze, durante o cerco de 's-Hertogenbosch, em 1629.